# Ilhota do Outeiro
A Ilha do Outeiro, ou Ilha dos Amores, como as gentes locais recentemente lhe chamam, situada na confluência entre os rios Douro e Paiva, foi formada quando da construção da Barragem de Crestuma-Lever. 
Embora seja território da freguesia de Souselo, município de Cinfães, no distrito de Viseu, é, estranhamente, propriedade da Câmara Municipal de Castelo de Paiva.[carece de fontes?]

## Povoado da Ilhota do Outeiro
Nesta pequena ilha, existe o Povoado da Ilhota do Outeiro, também apelidado de Castelo, vestígios de um povoado pré-histórico de contornos ainda desconhecidos. Escavações realizadas, em 1997 e 1998, identificaram as ruínas de uma torre medieval, de cerca 5,5m de comprimento por 3 de largura, em conjunto com uma cerca defensiva, possivelmente do século XII. As descobertas incluem ainda uma capela, dedicada a São Pedro.
Desde 1977, o Povoado da Ilhota do Outeiro está classificado como Imóvel de Interesse Público.